# NGC 2612
NGC 2612 is een elliptisch sterrenstelsel in het sterrenbeeld Waterslang. Het hemelobject werd op 14 februari 1836 ontdekt door de Britse astronoom John Herschel.

## Synoniemen
- MCG -2-22-20
- PGC 24028